# Macauische Eishockeynationalmannschaft der Frauen
Die macauische Eishockeynationalmannschaft der Frauen ist die nationale Eishockey-Auswahlmannschaft Macaus im Fraueneishockey.

## Geschichte
Die Frauennationalmannschaft Macaus gab am 1. Dezember 2007 ihr Debüt, als sie in einem Testspiel in Hongkong gegen den Gastgeber, die Frauen-Nationalmannschaft von Hongkong, antrat. In dem Spiel musste sie eine deutliche 0:13-Niederlage hinnehmen und bestritt seitdem bislang kein weiteres Länderspiel.

## Ergebnisse
- 1. Dezember 2007: Hongkong – Macau 13:0